# Dziedzictwo przodków
Dziedzictwo przodków (ros. Наследие предков, czyt. Nasledije priedkow) – powieść postapokaliptyczna autorstwa rosyjskiego pisarza Surena Cormudiana, wydana w Rosji w 2012 roku. Książka należy do serii Uniwersum Metro 2033. Akcja powieści toczy się w Moskwie oraz Królewcu.